# La Palette
La Palette es un café y brasserie tipo restaurante en el VI distrito de París, Francia. Ha sido designado Monumento Histórico.

## Descripción
El establecimiento posee dos salones: el pequeño salón del bar, y el gran salón posterior que se encuentra adornado con cerámicas de los años  1930–40 y numerosas pinturas.
Originalmente el café fue un sitio de encuentro de los estudiantes de la Escuela Superior de Bellas Artes de París que se encuentra en la cercanía. Paul Cézanne, Pablo Picasso y Georges Braque se encontraban entre los habitues. Más recientemente, La Palette se convirtió en un sitio de moda atrayendo a la juventud parisina y a los turistas. El presidente francés Jacques Chirac era un cliente habitual de La Palette.
La vitrina del frente y el salón de La Palette' fueron designados Monumento Histórico el 23 de mayo de 1984.
En la novela Invisible (2009) de Paul Auster, el personaje principal concurre varias veces a La Palette.
El café se encuentra ubicado cerca de la estación Mabillon de la línea 10 del Metro de París.

## Galería

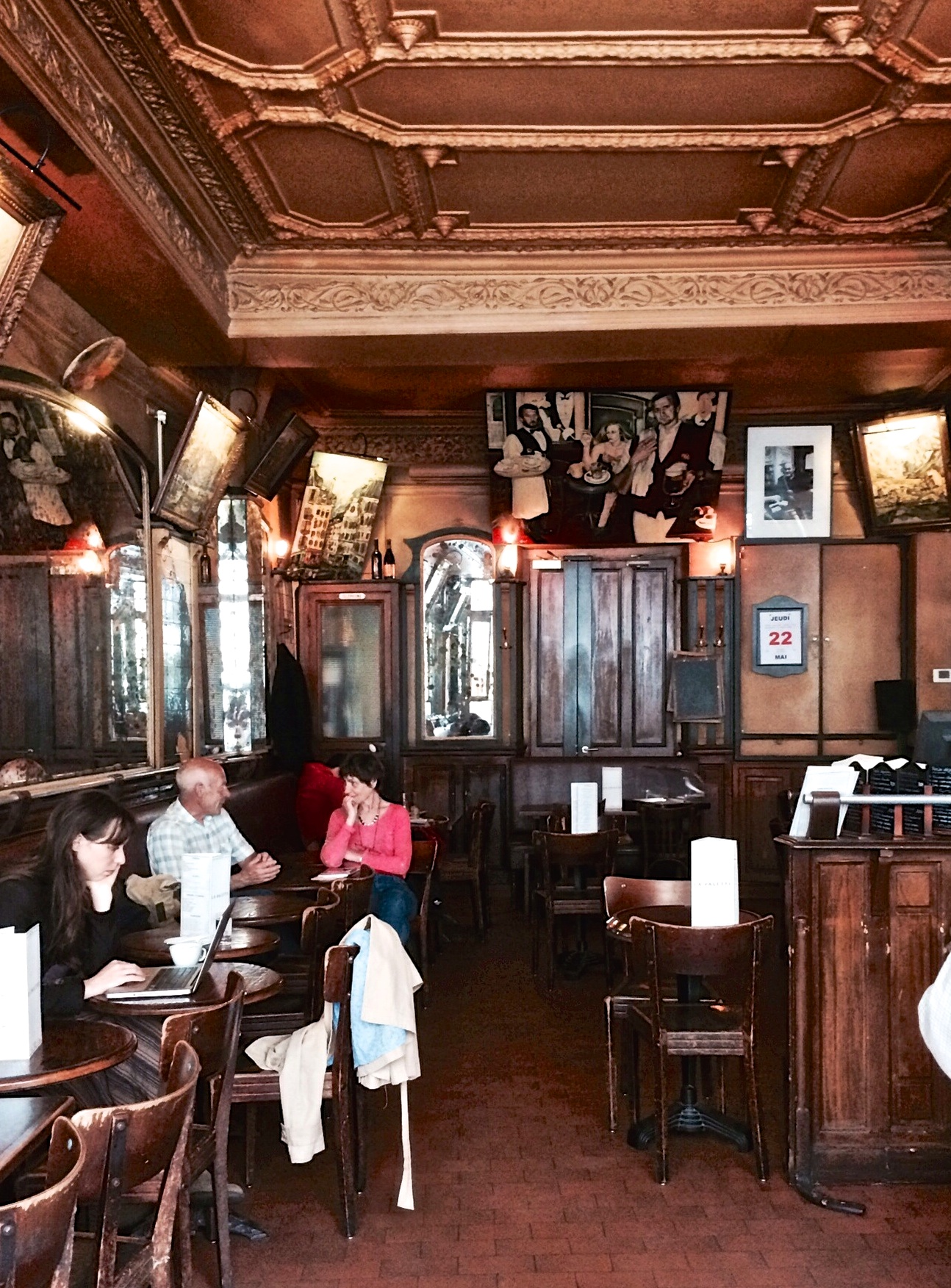
El salón del bar
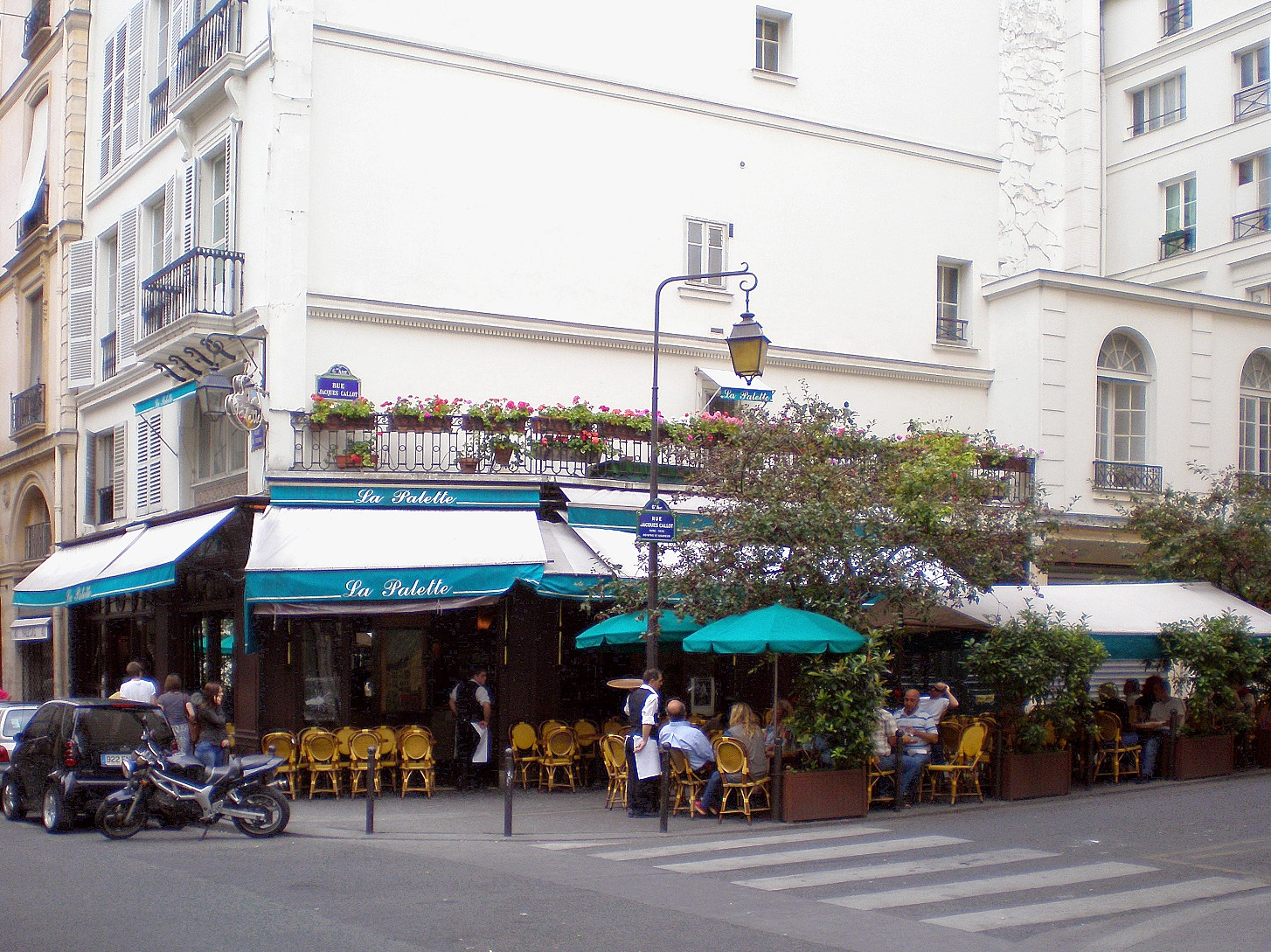
La terraza